# Antipatros von Sidon
Antipatros von Sidon war ein antiker griechischer Epigrammdichter des Meleagros-Kranzes. Er lebte vom ausgehenden 2. Jahrhundert v. Chr. bis zum Beginn des 1. Jahrhunderts  v. Chr. in Rom.
Antipatros galt als wichtiger Repräsentant der phönikischen Schule. 68 erhaltene Grab- und Weihepigramme stammen unstrittig von ihm und sind u. a. in der Anthologia Palatina überliefert. Eines dieser Epigramme behandelt etwa die Zerstörung Korinths durch die Römer (146 v. Chr.). Gewandt ahmte der rhetorisch geschulte Antipatros den Epigrammatiker Leonidas von Tarent nach, der ihm als Vorbild diente. Sein Stil ist dramatisch und bildreich, seine Sprache weist zahlreiche Dorismen auf. Er beeinflusste u. a. den Konsul von 102 v. Chr., Quintus Lutatius Catulus, der sich auch als Epigrammdichter betätigte.
In der Anthologia Palatina ist u. a. auch die erste vollständig erhaltene Liste der Sieben Weltwunder in Form eines Epigramms erhalten, das einem Antipatros zugeschrieben wird. Dieser wird in der Forschung meist mit Antipatros von Sidon identifiziert. Am Schluss der Liste wird der Tempel der Artemis in Ephesos als besonders rühmenswertes Weltwunder hervorgehoben.